# 2010年2月英國

## 2月28日
- 財政大臣戴理德對英國去年第四季經濟經修訂後錄得0.3增長，表示歡迎，但警告不可就此開展削減公共開支的計劃。BBC （页面存档备份，存于）
- 英國廣泛地區連場暴雨，全國多處地方發出水浸警告，氣象台預料英格蘭南部會有豪雨和疾風，英格蘭東南降雨量將達20毫米。BBC （页面存档备份，存于）

## 2月27日
- 保守黨在布萊頓召開春季黨大會，黨魁甘民樂公佈競選綱領，囊括國債、經濟、家庭、公立醫院、學校、和政治改革六大範疇，為預計在5月舉行的大選作準備。BBC （页面存档备份，存于）
- 陸軍總參謀長大衛·理查茲爵士在阿富汗赫爾曼德省接受《每日電訊報》訪問，預計英軍要在當地駐守多五年，但他強調英軍主要是扮演訓練和支援角色。BBC （页面存档备份，存于）

## 2月26日
- 政府宣佈，官方機密文件保密30年的規定將在未來10年逐階段縮減至15年，以提高政府的透明度，有團體早前發起運動要求將保密期限減至10年，但仍對政府決定表示歡迎。BBC （页面存档备份，存于）
- 政府最新數字顯示，2009年第四季國民生產總值經修訂後錄得百分之0.3增長，結果比修訂前的百分之0.1好。BBC （页面存档备份，存于）

## 2月25日
- 由公眾持有百分之84股權的蘇格蘭皇家銀行宣佈2009年全年虧蝕36億英鎊，但仍會向員工派發總值13億英鎊花紅，該行主席聲稱由於未能派花鉅額花紅，導致人才流失，對銀行造成損失。BBC （页面存档备份，存于）
- 蘇格蘭政府公佈獨立公投細節草案，當中建議讓選民投票選擇向蘇格蘭議會下放更多權力，抑或讓蘇格蘭由英國獨立。兩大反對黨已齊聲表態反對草案，強調當下應先集中精力改善經濟。BBC （页面存档备份，存于）

## 2月24日
- 杜拜警方證實，上月以色列特工涉嫌刺殺巴勒斯坦哈馬斯高層一案中，涉及多六本英國護照，令涉及的護照數目增至12本。泰晤士報 （页面存档备份，存于）
- 內閣秘書高斯·奧唐納爵士否認曾與英揆白高敦談及其欺凌行徑，至於一度聲稱收到首相府職員求助的全國欺凌求助熱線在備受質疑下宣佈暫時停止運作。BBC （页面存档备份，存于）、BBC （页面存档备份，存于）

## 2月23日
- 教育大臣博雅文指英揆白高敦對打人指控感到「相當痛心」，博雅文重申有關指控「毫不真確」。BBC （页面存档备份，存于）
- 有希思羅機場附近的居民聯同環保團體和當地議會，入稟高等法院，以政府諮詢過程欠公平全面為理由，要求禁制希思羅機場擴建第三條跑道的工程。BBC （页面存档备份，存于）

## 2月22日
- 下議院科學及科技委員會發表報告，指順勢療法成效不彰，建議政府停止向公立醫院撥款資助相關項目。公立醫院去年在順勢療法的開支約為400萬英鎊，有專家堅持，順勢療法對部份不適宜接受傳統療法的病人有效。BBC （页面存档备份，存于）
- 保守黨和自由民主黨認為有關當局要就英揆白高敦傳聞在首相府打下屬一事展開調查。全國欺凌求助熱線透露，確曾有首相府員工致電求助，但強調不能以此證明白高敦打人，有輿論則批評熱線違反保密原則，具政治目的。泰晤士報 （页面存档备份，存于）、BBC （页面存档备份，存于）

## 2月21日
- 對於《觀察家報》有記者出書指控英揆白高敦脾氣暴躁，曾在首相府內揮打下屬，商業大臣文德森勳爵和首相府發言人分別否認指控，而白高敦早前接受訪問時澄清平生未曾打人。BBC （页面存档备份，存于）
- 蘇格蘭皇家銀行將於本周公佈業績，有消息指行政總裁將可獲160萬英鎊花紅，商業大臣文德森勳爵認為該行行政總裁應放棄鉅額花紅。BBC （页面存档备份，存于）

## 2月20日
- 阿根廷政府正式表態，要求與英政府就英資石油公司在福克蘭群島海域鑽探石油一事展開對話。BBC （页面存档备份，存于）
- 英揆白高敦在工黨一個活動上宣佈以「為大眾締造公平未來」（A future fair for all）為大選口號，並會在稍後時間公佈競選政綱。BBC （页面存档备份，存于）

## 2月19日
- 雖然阿根廷方面強烈反對，英方批准油公司如期在下星期開始在福克蘭群島對開海域鑽探石油。BBC （页面存档备份，存于）
- 60名經濟學者發表兩封聯署信，表態支持政府決定將削減公共開支計劃推遲到2011年實行。BBC （页面存档备份，存于）

## 2月18日
- 英國政府對於以色列六名特工涉嫌使用假冒英國護照入境杜拜，刺殺巴勒斯坦哈馬斯領導人物表達強烈不滿，外交部傳召以色列駐英大使交涉。BBC （页面存档备份，存于）
- 英國與阿根廷的關係因為英資公司計劃在福克蘭群島海域鑽探石油轉趨緊張，英揆白高敦相信雙方理性討論將可解決事件，但強調英方已作好所有準備保護島上的英國臣民。BBC （页面存档备份，存于）

## 2月17日
- 西敏死因庭就時裝設計師亞歷山大·麥昆的死因展開研訊，庭上披露麥昆在家中衣櫃上吊自殺，在現場留下一封遺書。研訊全長大約5分鐘，死因裁判官將研訊押後至4月28日再審。BBC （页面存档备份，存于）
- 政府最新數字顯示，英國2009年第四季失業人數較第三季輕微減少3,000人至246萬人，但長期失人口較上季上失37,000人至66.3萬人，是1997年以來最高，申領失業援助人數亦上升23,500人至164萬人，而整體失業率則維持在百分之7.8。特許人事和發展學會首席經濟顧問估計，照目前情況，失業人數在未來半年有上升趨勢。BBC （页面存档备份，存于）

## 2月16日
- 巴克萊銀行去年全年業績增長92%，收益達116億英鎊。BBC （页面存档备份，存于）
- 最新數據顯示，英國通漲率由去年12月的百分之2.9上升至本年1月的百分之3.5，增長幅度是過去14個月以來最快。BBC （页面存档备份，存于）

## 2月15日
- 澳洲極右政黨單一民族黨前黨魁漢森接受當地雜誌訪問，指澳洲已沒有發展空間，現正考慮移民英國。BBC （页面存档备份，存于）
- 消息指政府可能要花五年的時間，才可售出手持的銀行股份，內部人士指如果過早售出股份，有機會構成重大損失。BBC （页面存档备份，存于）

## 2月14日
- 極右政黨英國國家黨將舉行特別大會，就是否准許黑人和亞洲人入會投票，有關投票是因為該黨黨章早前被法院裁定違法而召開的。BBC （页面存档备份，存于）
- 繼美資的卡夫宣佈與老牌朱古力生產商吉百利達成收購協議後，下議院決定下月會就事件傳召卡夫高層解釋收購行動。BBC （页面存档备份，存于）

## 2月13日
- 英女皇伊利沙伯二世在白金漢宮主持授勳儀式。BBC （页面存档备份，存于）
- 國防部證實一名英兵在阿富汗赫爾曼德省參與大規模清剿塔利班行動時陣亡，陣亡英兵家人已獲知會。BBC （页面存档备份，存于）

## 2月12日
- ITV第一台播放皮爾斯·摩根專訪白高敦的特輯，白高敦在訪問中首次承認在1994年與貝理雅立下協議，同意先支持貝理雅出任首相，待貝理雅下台時再支持白高敦繼任。另外，白高敦講述自己痛失女兒時在觀眾前落淚。BBC （页面存档备份，存于）
- 著名時裝設計師亞歷山大·麥昆在2月11日被發現在倫敦家中自殺身亡，終年40歲，消息指他的情緒因母親在一周前逝世而深受打擊。麥昆在2003年時獲勳CBE勳銜。泰晤士報 （页面存档备份，存于）

## 2月9日
- 消息指10名涉嫌詐取通宵過夜倫敦津貼的上議院議員將不獲起訴，有輿論指出上議院有必要釐清第一居所的定義，以堵塞灰色地帶。BBC （页面存档备份，存于）
- 下議院將就政府提出是否改革大選選舉制度，以排序複選制取代單議席單票制表決，但分析指方案將不獲支持通過，也不獲黨內部份議員支持。有意見認為工黨方案只對弱小政黨有利，對工黨自身無益，也有輿論指工黨這樣做是希望聯結自由民主黨，抗衡保守黨。BBC （页面存档备份，存于）

## 2月8日
- 繼1月21日出席伊拉克聆訊後，司法大臣施仲宏將第二度被傳召出席作供，分析預料，他會被問及在任外相時有關出兵伊拉克一事的法律議題。BBC （页面存档备份，存于）
- 國防部證實再有兩名駐守阿富汗赫爾曼德省的英兵在巡邏時遭伏擊陣亡，令陣亡總人數由2001年至今累積達255人，與1982年的福克蘭戰爭英方陣亡人數相同，但當年福克蘭戰爭歷時僅74日，英方同時殺敵逾600人。BBC （页面存档备份，存于）

## 2月7日
- 內政大臣莊翰生對於三名涉嫌詐取津貼的工黨議員計劃引用國會特權免被起訴，感到憤怒，被指三人應受司法程序審訊。泰晤士報 （页面存档备份，存于）
- 內政大臣莊翰生表示，現時三時人士透過學生簽證居留英國，但部份人只報讀短期課程而非學位課程，對於近年有不法者透過學生簽證非法逗留，內政部計劃進一步收緊申請學生簽證的准則。BBC （页面存档备份，存于）

## 2月6日
- 三名被控詐騙津貼的工黨下議院議員共同發表聲明，宣稱享有國會特權，認為有關案件應由國會內部處理，控方則堅持三人和另一名被控的上議員，要如期在3月11日到西敏市裁判署應訊。有學者批評，如果有關議員公然濫用特權，將等同將自己凌駕平民百姓和法律。BBC （页面存档备份，存于）、泰晤士報[]
- 英國宇航公司宣佈向英、美兩國政府支付2.86億英鎊罰款，以換取兩國政府停止調查公司涉嫌賄賂一案，前檢察總長高仕文勳爵對決定深表歡迎。BBC （页面存档备份，存于）

## 2月5日
- 三名工黨下議院議員和一名保守黨上院議員被正式落案控告詐騙議員津貼。BBC （页面存档备份，存于）
- 教宗本篤十六世確定年內訪問英國時，會一併訪問蘇格蘭。BBC （页面存档备份，存于）

## 2月4日
- 英國煤氣宣佈家用煤氣價格下調百分之7，即時生效，平均每戶每年可因此節省55鎊。這是英國煤氣過去12個月第三次減價。BBC （页面存档备份，存于）
- 英倫銀行決定取消原訂向市場注資2,000億英鎊的行動，意味英倫銀行對英國經濟來年前景持正面態度，但利率就繼續維持在歷史低位的百分之0.5。泰晤士報[]

## 2月3日
- 布拉德福德一名19歲男子被控在去年9月15日拐帶及強姦一名86歲老婦，今在布拉德福德皇室法庭被裁定罪成，判即時入獄，且要服刑至少四年九個月，該名老婦案發後因自由原因死亡。BBC （页面存档备份，存于）
- 資料及考試規管廳最新數字顯示，去年GCSE會考和A-Level高考有多於4,000宗作弊個案，比前年有百分之6增幅，當中考生主要以手提電話等高科技儀器作弊。不過，規管廳強調只有零星作弊個案，只佔所有考試的百分之0.03。BBC （页面存档备份，存于）

## 2月2日
- 前國際發展大臣商雅麗出席伊拉克聆訊，直指內閣在出兵合法性一事上受到時任英揆貝理雅和檢察總長高仕文勳爵誤導。BBC （页面存档备份，存于）、泰晤士報 （页面存档备份，存于）
- 吉百利工會率全國會員到倫敦請願，要求美資卡夫正式收購吉百利後，政府可保障員工免受裁員，此外，工會批評卡夫在員工去向一事上未曾表態，引起員工不安。BBC （页面存档备份，存于）

## 2月1日
- 政府公佈計劃在未來10年內將國內吸煙人口減半。現時吸煙人口佔全國百分之21，水平遠低於1974年的約百分之45。BBC （页面存档备份，存于）
- 政府公佈英格蘭地區下學年大學經費將削減4.49億英鎊，大學總學額將因此下調。BBC （页面存档备份，存于）
- 消息指教宗本篤十六世將於今年稍後時間訪英，這將會是自1982年5月若望保祿二世以來，教宗再次訪英。BBC （页面存档备份，存于）

| 依月份排列新聞動態 |
| \| - 2014年英國：1月 - 2月 - 3月 - 4月 - 5月 - 6月 - 7月 - 8月 - 9月 - 10月 - 11月 - 12月 - 2013年英國：1月 - 2月 - 3月 - 4月 - 5月 - 6月 - 7月 - 8月 - 9月 - 10月 - 11月 - 12月 - 2012年英國：1月 - 2月 - 3月 - 4月 - 5月 - 6月 - 7月 - 8月 - 9月 - 10月 - 11月 - 12月 - 2011年英國：1月 - 2月 - 3月 - 4月 - 5月 - 6月 - 7月 - 8月 - 9月 - 10月 - 11月 - 12月 - 2010年英國：1月 - 2月 - 3月 - 4月 - 5月 - 6月 - 7月 - 8月 - 9月 - 10月 - 11月 - 12月 - 2009年英國：1月 - 2月 - 3月 - 4月 - 5月 - 6月 - 7月 - 8月 - 9月 - 10月 - 11月 - 12月 - 2008年英國：1月 - 2月 - 3月 - 4月 - 5月 - 6月 - 7月 - 8月 - 9月 - 10月 - 11月 - 12月 檢閱 \| |
| - 2014年英國：1月 - 2月 - 3月 - 4月 - 5月 - 6月 - 7月 - 8月 - 9月 - 10月 - 11月 - 12月 - 2013年英國：1月 - 2月 - 3月 - 4月 - 5月 - 6月 - 7月 - 8月 - 9月 - 10月 - 11月 - 12月 - 2012年英國：1月 - 2月 - 3月 - 4月 - 5月 - 6月 - 7月 - 8月 - 9月 - 10月 - 11月 - 12月 - 2011年英國：1月 - 2月 - 3月 - 4月 - 5月 - 6月 - 7月 - 8月 - 9月 - 10月 - 11月 - 12月 - 2010年英國：1月 - 2月 - 3月 - 4月 - 5月 - 6月 - 7月 - 8月 - 9月 - 10月 - 11月 - 12月 - 2009年英國：1月 - 2月 - 3月 - 4月 - 5月 - 6月 - 7月 - 8月 - 9月 - 10月 - 11月 - 12月 - 2008年英國：1月 - 2月 - 3月 - 4月 - 5月 - 6月 - 7月 - 8月 - 9月 - 10月 - 11月 - 12月 檢閱       |